# Подвей
Подве́й (поветрик, пушица; бел. падвей) ― белорусский вариант образа Вихря — персонажа славянской мифологии в виде опасного для людей ветра (вихря), который является результатом действия или воплощением зловредных духов. По мнению белорусов, «ветровое лихо» может наслать болезнь, называемую также «подвей».

## Образ подвея в мифологии
В белорусской природе это ― сильный зимний ветер, который гонит и навевает снег.
Образ подвея встречается в белорусских сказках и заговорах. В заговорах подвей называется «нечистиком» и поганцем. Бывает самородным или насланным: «Подвейно, враже человечий, с чего ж ты вознёсся: из ветра, из песка, из воды, из огня, или насланный?». Напав на человека, он в силах свернуть ему голову, вывихнуть руку или ногу, отнять речь. Подвей могут рассеять по полю три брата и три сестры, совсем выгнать ― Матерь Божия или сам Христос. В заговоре о подвее говорится о 12 ветрах. Чтобы уберечься от подвея, нужно показать ему кукиш, и подвей промчится мимо.
Подвею посвящено одно из стихотворений белорусского поэта Максима Богдановича.